# Wanda Pachlowa
Wanda Cichomska, coniugata Pachlowa (25 dicembre 1919 – 29 dicembre 1997), è stata una cestista polacca.
Era la moglie di Józef Pachla.

## Carriera
Con la Polonia ha disputato gli Europei del 1952.